# CSS
CSS (siglas en inglés de Cascading Style Sheets; en español: «hojas de estilo en cascada») es un lenguaje informático especializado en definir y cohesionar la presentación de un documento escrito en un lenguaje de marcado como  HTML o XML; por ello, puede ser aplicado a cualquier documento etiquetado en XHTML, SVG, XUL, RSS, etcétera. Junto con el propio HTML y JavaScript, CSS está en la base de la tecnología usada por muchos sitios web para crear páginas visualmente atractivas, interfaces de usuario para aplicaciones web y GUIs para aplicaciones móviles.
CSS está diseñado principalmente para marcar la separación del contenido del documento y la forma de presentación de este, características tales como las capas o layouts, los colores y las fuentes. Esta separación busca mejorar la accesibilidad del documento, proveer más flexibilidad y control en la especificación de características presentacionales, permitir que varios documentos HTML compartan un mismo estilo usando una sola hoja de estilos separada en un archivo .css, y reducir la complejidad y la repetición de código en la estructura del documento.
La separación del formato y el contenido hace posible presentar el mismo documento marcado en diferentes estilos para diferentes métodos de renderizado, como en pantalla, en impresión, en voz (mediante un navegador de voz o un lector de pantalla), y dispositivos táctiles basados en el sistema Braille. También se puede mostrar una página web de manera diferente dependiendo del tamaño de la pantalla o tipo de dispositivo. Los lectores pueden especificar una hoja de estilos diferente, como una hoja de estilos CSS guardado en su computadora, para sobreescribir la hoja de estilos del diseñador. 
La especificación CSS describe un esquema prioritario para determinar qué reglas de estilo se aplican si más de una regla coincide para un elemento en particular. Estas reglas son aplicadas con un sistema llamado de cascada, de modo que las prioridades son calculadas y asignadas a las reglas, así que los resultados son predecibles.
La especificación CSS es mantenida por el World Wide Web Consortium (W3C). El MIME type text/css está registrado para su uso por CSS descrito en el RFC 2318. El W3C proporciona una herramienta de validación de CSS gratuita para los documentos CSS.

## Sintaxis
CSS tiene una sintaxis simple y usa un conjunto de palabras clave en inglés para especificar los nombres de varias propiedades de estilo. Una hoja de estilos consiste en una serie de reglas. Cada regla, o conjunto de reglas consisten en uno o más selectores, y un bloque de declaración.

### Selectores
Los selectores declaran qué etiquetas se aplican a los estilos que coincidan con la etiqueta o atributo señalados en la regla.
Los selectores pueden aplicarse a:
- Todos los elementos de un tipo, como los párrafos <p>.
- Elementos seguidos de un atributo, en particular:
  - id: identificador, un identificador único para la etiqueta.
  - class: clase, un identificador para anotar múltiples elementos.

Las clases y los identificadores son sensibles a las mayúsculas, comienzan con letras, y pueden incluir caracteres alfanuméricos y guiones bajos. Una clase se aplica a cualquier número de elementos. Un identificador se aplica a un solo elemento.
Las pseudoclases son usadas en los selectores CSS para permitir el formateo usando información que no está incluida en el documento. Un ejemplo de una pseudoclase muy usada es :hover, que identifica el contenido que está siendo apuntado por un puntero, como el cursor del ratón. Este nombre se añade al selector, de esta manera: a:hover o #elementid:hover. Una pseudoclase clasifica elementos, como :link o :visited, mientras que un pseudoelemento hace una selección de elementos parciales, como ::first-line o ::first-letter.
Los selectores pueden ser combinados de muchas maneras para obtener una mayor flexibilidad y precisión. Múltiples selectores pueden ser unidos en una misma línea para especificar elementos por su ubicación, tipo de elemento, identificador, clase, o cualquier combinación de estos. El orden de los selectores es importante. Por ejemplo, div.myClass {color: red;} aplica a todos los elementos <div> con la clase myClass, mientras que.myClass div {color: red;} aplica a todos los elementos <div> que estén dentro de cualquier elemento con la clase myClass.
La tabla siguiente proporciona un resumen de la sintaxis de los diversos selectores, indicando su forma de uso y la versión de CSS en la que fueron introducidos:
| Patrón                | Significado                                                                                                   | Nivel CSS de aparición |
| --------------------- | --- | ---------------------- |
| E                     | un elemento de tipo E                                                                                         | 1                      |
| E:link                | un elemento E que es un enlace que no ha sido visitado (:link) o ya fue visitado (:visited)                   | 1                      |
| E:active              | un elemento E que está realizando cierta acción por parte del usuario                                         | 1                      |
| E::first-line         | la primera línea formateada de un elemento E                                                                  | 1                      |
| E::first-letter       | la primera letra formateada de un elemento E                                                                  | 1                      |
| .c                    | todos los elementos con class="c"                                                                             | 1                      |
| #myid                 | el elemento con id="myid"                                                                                     | 1                      |
| E.warning             | un elemento E que pertenece a la clase "warning"                                                              | 1                      |
| E#myid                | un elemento E cuyo id sea "myid"                                                                              | 1                      |
| E F                   | un elemento F descendiente de un elemento E                                                                   | 1                      |
| *                     | cualquier elemento                                                                                            | 2                      |
| E[foo]                | un elemento E con un atributo "foo"                                                                           | 2                      |
| E[foo="bar"]          | un elemento E cuyo atributo "foo" tiene un valor exacto de "bar"                                              | 2                      |
| E[foo~="bar"]         | un elemento E cuyo atributo "foo" tiene una lista de valores separados por espacios, y uno de ellos es "bar"  | 2                      |
| E:first-child         | el primer hijo de un elemento E                                                                               | 2                      |
| E:lang(eo)            | un elemento E cuyo idioma esté especificado en "eo"                                                           | 2                      |
| E::before             | contenido generado antes del contenido del elemento E                                                         | 2                      |
| E::after              | contenido generado después del contenido del elemento E                                                       | 2                      |
| E > F                 | un elemento F hijo de un elemento E                                                                           | 2                      |
| E + F                 | un elemento E inmediatamente sucedido de un elemento F                                                        | 2                      |
| E[foo^="bar"]         | un elemento E cuyo atributo "foo" tenga un valor que comience exactamente con la cadena "bar"                 | 3                      |
| E[foo$="bar"]         | un elemento E cuyo atributo "foo" tenga un valor que finalice exactamente con la cadena "bar"                 | 3                      |
| E[foo*="bar"]         | un elemento E cuyo atributo "foo" tenga un valor que contenga la subcadena "bar"                              | 3                      |
| E:root                | un elemento E en la raíz del documento                                                                        | 3                      |
| E:nth-child(n)        | un elemento E, el n-esimo hijo de este                                                                        | 3                      |
| E:nth-last-child(n)   | un elemento E, el n-esimo hijo de este, contando desde el último hijo                                         | 3                      |
| E:nth-of-type(n)      | un elemento E, el n-esimo hijo de este, contando solo los del mismo tipo que el padre                         | 3                      |
| E:nth-last-of-type(n) | un elemento E, el n-esimo hijo de este, contando solo los del mismo tipo que el padre, y desde el último hijo | 3                      |
| E:last-child          | el último hijo de un elemento E                                                                               | 3                      |
| E:first-of-type       | un elemento E, los primeros hermanos de su tipo                                                               | 3                      |
| E:last-of-type        | un elemento E, los últimos hermanos de su tipo                                                                | 3                      |
| E:only-child          | el único hijo del elemento E                                                                                  | 3                      |
| E:only-of-type        | el único hermano del elemento E                                                                               | 3                      |
| E:empty               | un elemento E que no posea hijos (incluyendo nodos de texto)                                                  | 3                      |
| E:target              | un elemento E de enlace siendo pulsado                                                                        | 3                      |
| E:enabled             | un elemento E de interfaz de usuario habilitado                                                               | 3                      |
| E:disabled            | un elemento E de interfaz de usuario deshabilitado                                                            | 3                      |
| E:checked             | un elemento E de interfaz de usuario marcado (válido para los checkboxs y los radiobuttons)                   | 3                      |
| E:not(s)              | un elemento E que no coincide con el selector simple s                                                        | 3                      |
| E ~ F                 | un elemento E sucedido de un elemento F                                                                       | 3                      |

### Bloque de declaraciones
Un bloque de declaraciones consiste en una lista de declaraciones unidas. Cada declaración consiste en una propiedad, dos puntos (:), y un valor. Si hay muchas declaraciones en un bloque, un punto y coma (;) es insertado para separar cada declaración. 
Las propiedades son insertadas en el estándar CSS. Cada propiedad tiene un conjunto de posibles valores. Algunas propiedades afectan a cualquier elemento, otras solo a un grupo particular de elementos.
Los valores pueden ser palabras clave, como "center" o "inherit", o valores numéricos, como 200px (200 píxeles) o 80% (80 por ciento del ancho de la ventana). 
Los valores de colores son especificados por medio de una palabra clave (ej. "red"), de valores hexadecimales (ej. #FF0000, pudiéndose abreviar como #F00), valores RGB en una escala del 0 al 255 (ej. rgb(255, 0, 0)), valores RGBA igual que los valores RGB pero con soporte para el canal alfa de transparencias (ej. rgba(255, 0, 0, 0.8)), y valores HSL o HSLA (ej. hsl(000, 100%, 50%), hsla(000, 100%, 50%, 80%)).

### Uso
Antes del desarrollo de CSS, toda la información presentacional de los documentos HTML era incluida en el código HTML. Los colores de las fuentes, los estilos de fondo, la alineación de los elementos, los bordes y tamaños eran descritos explícitamente, a veces de manera redundante, dentro del HTML. CSS permite a los diseñadores mover toda la información presentacional a otro archivo, la hoja de estilos, resultando en un código HTML notablemente más simple.
Por ejemplo, las cabeceras (h1), sub-cabeceras (h2 ej. red), sub-sub-cabeceras (h3), etc., son definidas estructuralmente usando HTML. En la impresión y las pantallas, la elección de la fuente, tamaño, color y énfasis para esos elementos es presentacional.
Antes de CSS, los diseñadores que deseaban asignar características tipográficas, por ejemplo, a todos los elementos h2 tenían que repetir el código presentacional HTML por cada elemento al que se le deseaba aplicar ese estilo. Esto creaba documentos más complejos, largos, más propensos a errores y difíciles de mantener. CSS permite la separación entre la presentación y la estructura. CSS puede definir el color, fuente, alineación del texto, tamaño, bordes, espaciado, capas y muchas otras características tipográficas, y pueden aplicarse distintos estilos de impresión y de pantalla. CSS también define estilos no visuales, como la velocidad de lectura y énfasis en los lectores de textos aurales. El W3C ha declarado obsoleto el uso de las etiquetas presentacionales HTML.
Por ejemplo, aplicando estilos mediante etiquetas presentacionales HTML, un elemento h1 definido con texto rojo se puede representar como:
```
<
h1
><
span
 
style
=
"color:blue;"
>
 Capítulo 1. 
</
span
></
h1
>

```

Usando CSS, el mismo elemento puede escribirse usando propiedades de estilo inline en vez de atributos y etiquetas de presentación:
```
<
h1
 
style
=
"color: red;"
>
 Capítulo 1. 
</
h1
>

```

Una hoja de estilos CSS externa, descrita abajo, puede enlazarse con un documento HTML usando la sintaxis siguiente:
```
<
link
 
href
=
"hojadeestilos.css"
 
rel
=
"stylesheet"
 
type
=
"text/css"
 
/>

```

El código CSS se puede incluir en el código HTML en la etiqueta <style> dentro de la etiqueta <head> del documento:
```
<
style
>

  
h1
 
{
color
:
 
red
}

</
style
>

```

### Especificidad
La especificidad se refiere a los pesos relativos de varias reglas. Determina qué estilos se aplican a un elemento cuando más de una regla intentan aplicar estilos a ella. Basándose en la especificación, un simple selector (h1, por ejemplo) tiene una especificidad de 1, los selectores de clase tienen una especificidad de 1,0, y los selectores de id una especificidad de 1,0,0. Porque los valores de especificidad no se acarrean como en el sistema decimal, las comas son usadas para separar los "dígitos" (una regla CSS que tiene 11 elementos y 11 clases tiene una especificidad de 11,11, no 121).
Por lo tanto los siguientes selectores de reglas dan como resultado la especificidad indicada:
| Selectores                        | Especificidad |
| --------------------------------- | ------------- |
| H1 {color: white;}                | 0, 0, 0, 1    |
| P EM {color: green;}              | 0, 0, 0, 2    |
| .grape {color: red;}              | 0, 0, 1, 0    |
| P.bright {color: blue;}           | 0, 0, 1, 1    |
| P.bright EM.dark {color: yellow;} | 0, 0, 2, 2    |
| #id218 {color: brown;}            | 0, 1, 0, 0    |
| style=" "                         | 1, 0, 0, 0    |

#### Ejemplo
Considera este documento HTML:
```
 
<!DOCTYPE html>

 
<
html
>

   
<
head
>

     
<
meta
 
charset
=
"utf-8"
>

     
<
style
>

        
#
id
{
propiedad
:
valor
;}

     
</
style
>

   
</
head
>

   
<
body
>

     
<
p
 
id
=
"xyz"
 
style
=
"color: blue;"
>
Para demostrar la especificidad
</
p
>

   
</
body
>

 
</
html
>

```

En este ejemplo, la declaración en el atributo style sobrescribe la declaración del elemento <style> porque tiene un especificidad más alta.

### Herencia
La herencia es una característica clave en CSS; basada en la relación ancestro-descendiente para operar. La herencia es el mecanismo por el cual las propiedades no solo se aplican a un solo elemento, sino también a sus descendientes. La herencia se basa en el árbol del documento, el cual es la jerarquía de los elementos XHTML en una página basada en el anidamiento. Los elementos descendientes pueden heredar los valores de las propiedades CSS de un elemento ancestro. En general, los elementos descendientes heredan las propiedades relacionadas al texto, pero las propiedades relacionadas con la caja no. Las propiedades que pueden ser heredadas son el color, fuente, espaciado, el peso de la línea, propiedades de lista, alineación del texto, identado, visibilidad, espaciado de espacios y espaciado entre palabras. Las propiedades que no pueden ser heredadas son el fondo, bordes, visualización, posicionamiento, tamaño, márgenes, tamaño mínimo y máximo, outline, desbordamiento, relleno, posición, alineación vertical y z-index.
La herencia previene que algunas propiedades sean declaradas una y otra vez en la hoja de estilos, permitiendo a los diseñadores escribir menos código CSS. Mejora la carga rápida de los sitios por los usuarios, y permite a los clientes ahorrar dinero en los costos de desarrollo y ancho de banda.

#### Ejemplo
Se tiene la siguiente hoja de estilos:
```
 
h1
 
{

    
color
:
 
pink
;

 
}

```

Este es un elemento h1 con una etiqueta de énfasis (em) dentro:
```
<
h1
>

    Esto es para 
<
em
>
ilustrar
</
em
>
 la herencia

</
h1
>

```

Si no se asigna un color al elemento em, la palabra «ilustrar» heredará el color del elemento padre, h1. Entonces, la palabra «ilustrar» aparecerá de color rosa. Pongamos por ejemplo el color gris para el texto que esté entre las etiquetas em.
```
em
 
{

    
color
:
 
gray
;

}

```

### Espacios en blanco
Los espacios en blanco entre propiedades y selectores se ignoran. Este pedazo de código:
```
body
{
overflow
:
hidden
;
background
:
#000000
;}

```

es igual a este otro:
```
 
body
 
{

    
overflow
:
 
hidden
;

    
background
:
 
#000000
;

 
}

```

Aunque el espaciado mejora la legibilidad del código.

### Posicionamiento
CSS 2.1 define 3 esquemas de posicionamiento:
Normal
Los elementos inline, o de línea, son dispuestos de la misma manera que las letras en las palabras de un texto, una vez que ya no hay más espacio en una línea, entonces se empieza una nueva línea abajo. Los elementos block, o de bloque, son dispuestos verticalmente, como los párrafos.
Flotante
Un elemento float está fuera del flujo normal y puesto lo más posible a la derecha o izquierda en el espacio disponible. Los demás elementos fluyen alrededor del elemento float.
Absoluto
Un elemento posicionado absolutamente no tiene un lugar, y no afecta al flujo normal de los elementos. Ocupa el espacio que se le ha asignado independientemente de los demás elementos.

#### Propiedades de posicionamiento
Hay 4 posibles valores para la propiedad position. Si un elemento está posicionado de una manera diferente a static, hay cuatro subpropiedades usadas para especificar posiciones y offsets: top, bottom, left y right.
Static
El valor por defecto a los elementos en el flujo normal.
Relative
El elemento el posicionado en el flujo normal, y luego movido relativamente a su posición normal. Los demás elementos son independientes del elemento movido relativamente.
Absolute
Especifica el posicionamiento absoluto. El elemento es posicionado en relación con su antecesor no estático más cercano.
Fixed
El elemento es posicionado absolutamente en una posición fija de la pantalla aunque el resto del documento se mueva.

#### Float y clear
La propiedad float puede tener 3 valores diferentes. Los elementos posicionados absolutamente o de manera fija no pueden ser aplicados a esta propiedad. Los demás elementos flotan normalmente alrededor de los elementos flotantes, a menos que se establezcan alguna de las propiedades clear.
left
Los elementos float flotan a la izquierda y los otros elementos fluyen a la derecha de este elemento.
right
Los elementos float flotan a la derecha y los otros elementos fluyen a la izquierda de este elemento.
clear
Fuerza al elemento a no fluir alrededor de los elementos que flotan a la izquierda (clear: left), a la derecha (clear: right) o a ambos lados (clear: both).

## Historia

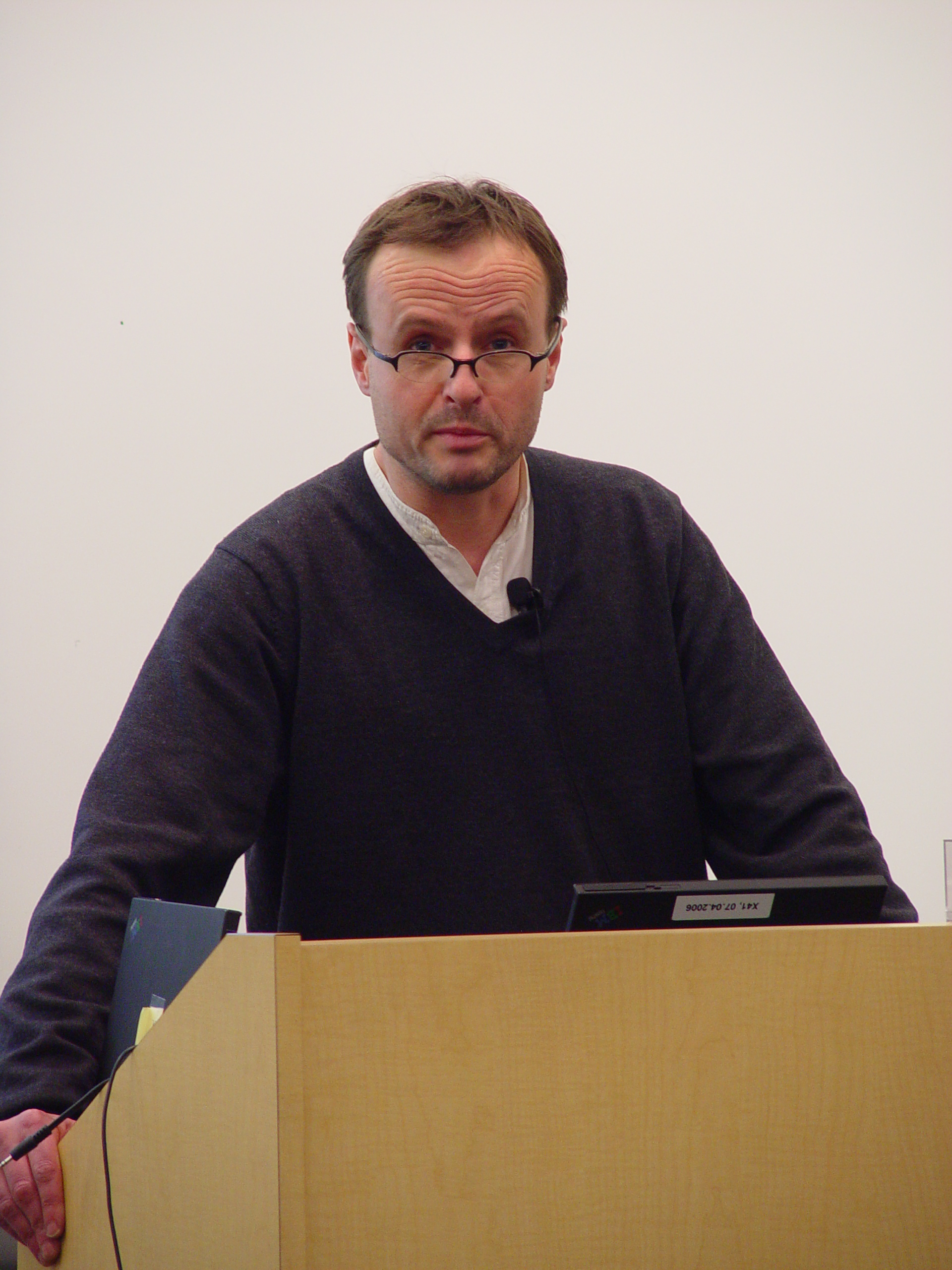
Håkon Wium Lie, CTO de la compañía Opera Software y cocreador del estándar CSS

CSS fue propuesto por primera vez por Håkon Wium Lie el 10 de octubre de 1994. Al mismo tiempo, Lie trabajaba con Tim Berners-Lee en el CERN. Muchos otros lenguajes de hojas de estilos fueron propuestos al mismo tiempo, y las discusiones en las listas de correo públicas dentro del W3C dieron lugar a la primera Recomendación CSS por el W3C (CSS1) en 1996. En particular, la propuesta de Bert Bos fue influyente; él fue el coautor de CSS1 y es reconocido como el cocreador de CSS.
Las hojas de estilo han existido de una forma u otra desde los comienzos del Standard Generalized Markup Language (SGML) en la década de los 80, y CSS fue desarrollado para proveer hojas de estilos para la web. Un requerimiento para un lenguaje de hoja de estilos web era que las hojas de estilo vinieran en diferentes estilos en la web. Por lo tanto, los lenguajes de hojas de estilos existentes como DSSSL y FOSI no fueron adecuados. CSS, por otro lado, permite al documento ser influido por múltiples hojas de estilo por medio de los estilos en «cascada».
A medida que HTML fue creciendo, llegó a abarcar una amplia variedad de capacidades de diseño para satisfacer las demandas de los diseñadores web. Esta evolución dio al diseñador mayor control sobre la apariencia del sitio, con el costo de un HTML más complejo. Variaciones en las implementaciones de los navegadores web, como ViolaWWW y WorldWideWeb, hicieron más difícil la consistencia de la apariencia del sitio web, y los usuarios tenían menos control sobre cómo era mostrado el contenido web. El navegador/editor creado por Tim Berners-Lee tenía hojas de estilos que fueron introducidas dentro del programa. Las hojas de estilos, por lo tanto, no eran enlazadas a los documentos en la web. Robert Cailliau, también del CERN, quería separar la estructura de la presentación, de modo que diferentes hojas de estilo podrían describir diferentes presentaciones para impresión, pantallas y editores.
Mejorar las capacidades de la presentación en la web fue un tema de interés para muchos en las comunidades web, y 9 diferentes lenguajes de hojas de estilos fueron propuestos en la lista de correo www-style. De esas nueve propuestas, dos influenciaron profundamente en lo que sería CSS: Cascading HTML Style Sheets y Stream-based Style Sheet Proposal (SSP). Dos navegadores fueron usados para pruebas para las propuestas iniciales; Lie trabajó con Yves Lafon para implementar CSS en el navegador Arena creado por Dave Raggett. Bert Bos implementó su propia propuesta SSP en el navegador Argo. Desde entonces, Lie y Bos trabajaron juntos para desarrollar el estándar CSS. La 'H' se eliminó del nombre porque estas hojas de estilo pueden ser aplicadas a otros lenguajes de marcado además de HTML.
La propuesta de Lie fue presentada en la conferencia "Mosaic and the Web" (más tarde llamada WWW2) en Chicago, Illinois en 1994, y de nuevo con Bert Bos en 1995. En ese tiempo el W3C ya estaba siendo establecido, y mostraba interés en el desarrollo de CSS. Organizó un taller para ese fin presidido por Steven Pemberton. Esto resultó en que W3C le dio más trabajo sobre CSS a lo resultados del Comité de Revisión Editorial (ERB). Lie y Bos eran el equipo técnico principal en esta parte del proyecto, con participantes adicionales como Thomas Reardon de Microsoft. En agosto de 1996 Netscape Communication Corporation presentó una alternativa de lenguaje de hoja de estilos llamada JavaScript Style Sheets (JSSS). La especificación nunca fue finalizada y quedó obsoleta. A finales de 1996, CSS estaba listo para ser oficial, y la recomendación CSS 1 fue publicada en diciembre.
El desarrollo de HTML, CSS, y DOM había sido realizado en un solo grupo, el HTML Editorial Review Board (ERB). A comienzos de 1997, el ERB fue dividido en tres grupos de trabajo: HTML Working Group, liderado por Dan Connolly del W3C; DOM Working group, liderado por Lauren Wood de SoftQuad; y CSS Working Group, liderado por Chris Lilley del W3C.
El grupo de trabajo de CSS comenzó corrigiendo errores que no habían sido revisados en el CSS 1, resultando en la creación de CSS 2, el 4 de noviembre de 1997. Fue publicado como una recomendación el 12 de mayo de 1998. Las adiciones a CSS de allí en adelante, conocidas colectivamente como "CSS3", tomaron un aspecto modular, desarrollándose cada función de forma independiente.
En 2005 el grupo de trabajo de CSS decidió mejorar los requerimientos de los estándares de forma más estricta. Esto significó que los estándares ya publicados como CSS 2.1, CSS3 Selectors y CSS3 Text fueron retrocedidos del estado "Recomendaciones candidatas" a "Borrador de trabajo".

## Niveles

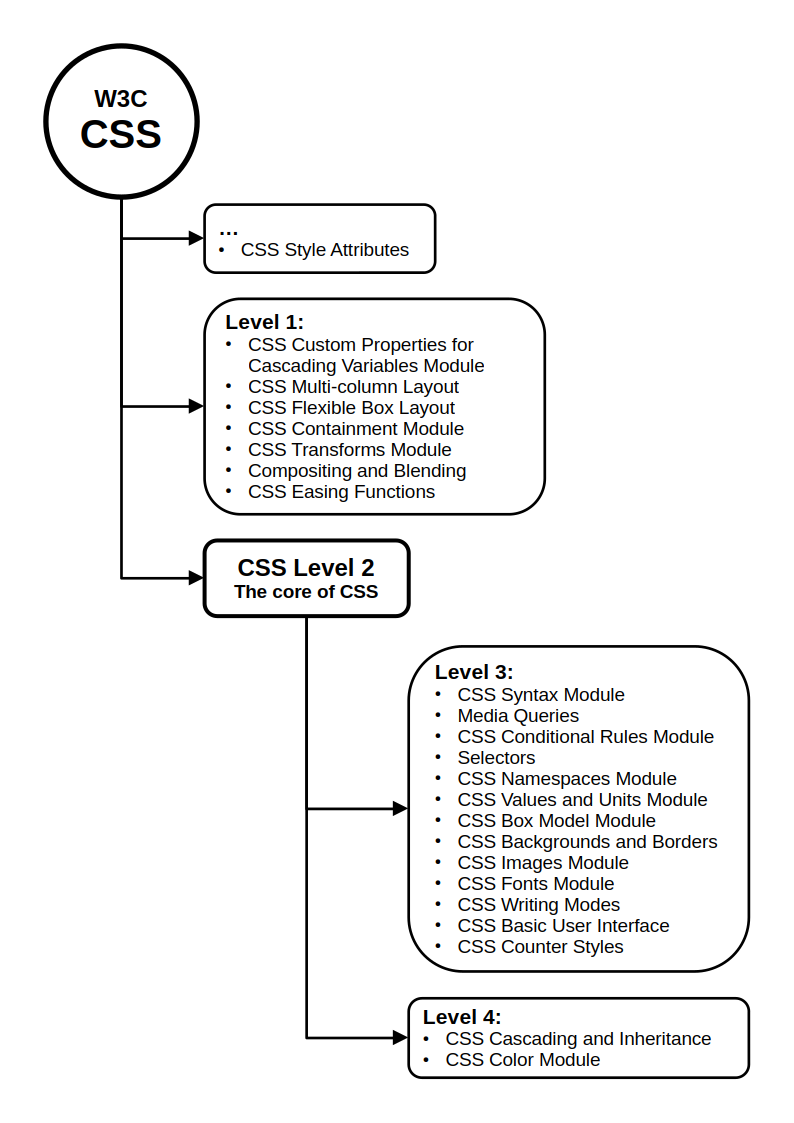
CSS Snapshot 2021

CSS se ha creado en varios niveles y perfiles. Cada nivel de CSS se construye sobre el anterior, generalmente añadiendo funciones al nivel previo.
Los perfiles son, generalmente, parte de uno o varios niveles de CSS definidos para un dispositivo o interfaz particular. Actualmente, pueden usarse perfiles para dispositivos móviles, impresoras o televisiones.

### CSS1
La primera especificación oficial de CSS, recomendada por la W3C fue CSS1, publicada en diciembre de 1995, y abandonada en abril de 2008.
Algunas de las funcionalidades que ofrece son:
- Propiedades de las fuentes, como tipo, tamaño, énfasis...
- Color de texto, fondos, bordes u otros elementos.
- Atributos del texto, como espaciado entre palabras, letras, líneas, etcétera.
- Alineación de textos, imágenes, tablas u otros.
- Propiedades de caja, como margen, borde, relleno o espaciado.
- Propiedades de identificación y presentación de listas.

### CSS2
La especificación CSS2 fue desarrollada por la W3C y publicada como recomendación en mayo de 1998, y abandonada en abril de 2008.
Como ampliación de CSS1, se ofrecieron, entre otras:
- Las funcionalidades propias de las capas (<div>) como de posicionamiento relativo/absoluto/fijo, niveles (z-index), etcétera.
- El concepto de "media types".
- Soporte para las hojas de estilo auditivas.
- Texto bidireccional, sombras, etcétera.

#### CSS 2.1
La primera revisión de CSS2, usualmente conocida como "CSS 2.1", corrige algunos errores encontrados en CSS2, elimina funcionalidades poco soportadas o inoperables en los navegadores y añade alguna nueva especificación.
De acuerdo al sistema de estandarización técnica de las especificaciones, CSS2.1 tuvo el estado de "candidato" (candidate recommendation) durante varios años, pero la propuesta fue rechazada en junio de 2005. En junio de 2007 fue propuesta una nueva versión candidata, y está actualizada en 2009, pero en diciembre de 2010 fue nuevamente rechazada.
En abril de 2011, CSS 2.1 volvió a ser propuesta como candidata, y después de ser revisada por el W3C Advisory Committee, fue finalmente publicada como recomendación oficial el 7 de junio de 2011.

### CSS3
A diferencia de CSS2, que fue una única especificación que definía varias funcionalidades, CSS3 está dividida en varios documentos separados, llamados "módulos". 
Cada módulo añade nuevas funcionalidades a las definidas en CSS2, de manera que se preservan las anteriores para mantener la compatibilidad.
Los trabajos en el CSS3, comenzaron a la vez que se publicó la recomendación oficial de CSS2, y los primeros borradores de CSS3 fueron liberados en junio de 1999.
Debido a la modularización del CSS3, diferentes módulos pueden encontrarse en diferentes estados de su desarrollo, de forma que a fechas de noviembre de 2011, hay alrededor de cincuenta módulos publicados, tres de ellos se convirtieron en recomendaciones oficiales de la W3C en 2011: "Selectores", "Espacios de nombres" y "Color".
Algunos módulos, como "Fondos y colores", "Consultas de medios" o "Diseños multicolumna" están en fase de "candidatos", y considerados como razonablemente estables, a finales de 2011, y sus implementaciones en los diferentes navegadores son señaladas con los prefijos del motor del mismo.

### CSS4
No existe una especificación integrada de CSS4, ya que la especificación ha sido dividida en diversos módulos separados que manejan niveles de forma independiente.
Módulos que edificaban sobre cosas del CSS Nivel 2 iniciaron en Nivel 3. Algunas de ellas han alcanzado el Nivel 4 o incluso están acercándose al Nivel 5. Otros módulos que definen funcionalidad completamente nueva, como Flexbox, han sido designados como Nivel 1 y algunos de ellos se aproximan al nivel 2.
El CSS Working Group a veces publica "snapshots", que son una colección de módulos enteros y partes de otros borradores que son considerados suficientemente estables para ser implementados por desarrolladores de navegadores web. Hasta el momento, cinco de aquellos documentos de "mejores prácticas actuales" han sido publicados como Notas, en 2007, 2010, 2015, 2017, y 2018.
Dado que estas especificaciones son entendidas para desarrolladores, ha habido una creciente demanda por documentos de referencia similares pero dirigidos a autores, lo cual presentaría el estado de las implementaciones interoperables mientras se documenta por sitios web como "Can I Use..." y los MDN Web Docs. Un grupo llamado el W3C Community Group ha sido establecido a inicios de 2020 a fin de discutir y definir dichos recursos. El tipo actual de versionado es también sujeto a debate, lo cual significa que el documento, una vez producido, podría no llamarse "CSS4".

## Soporte por los navegadores web
Cada navegador web utiliza un motor de renderizado para visualizar páginas web, y el soporte de CSS no es exactamente igual en todos los motores de renderizado. Dado que los navegadores no aplican el CSS de manera uniforme, se ha desarrollado muchas técnicas de programación específicas para un navegador en particular (comúnmente conocida como CSS hacks o CSS filters). La adopción de nuevas funcionalidades en CSS son obstaculizadas por la ausencia de soporte en los navegadores más populares. Por ejemplo, Internet Explorer ha sido lento para añadir soporte para algunas características de CSS3, lo que ha dificultado la adopción de estas características, y ha dañado la reputación del navegador entre los desarrolladores. Para garantizar una experiencia consistente para sus usuarios, los desarrolladores web a menudo prueban sus sitios en múltiples navegadores, sistemas operativos y versiones de navegadores, lo que incrementa el tiempo de desarrollo y la complejidad. Se ha desarrollado varias herramientas, como BrowserStack, para reducir la complejidad en el mantenimiento de las páginas web.
Además de las herramientas de prueba mencionadas, muchos sitios web mantienen listas del soporte de navegadores para propiedades específicas de CSS, incluyendo recursos como CanIUse y Mozilla Developer Network. Además, CSS3 define muchas consultas, entre las cuales se incluye la directiva @supports que permite a los desarrolladores especificar directamente en el CSS qué navegadores admiten una función específica. El código CSS que no es compatible con versiones antiguas de un navegador, generalmente se proporciona mediante polyfills en JavaScript. Estos métodos añaden complejidad a los proyectos de desarrollo y, en consecuencia, las compañías frecuentemente definen una lista de las diferentes versiones de navegadores que son compatibles y las que no lo son.
Como los sitios web adoptan nuevas normas del código que son incompatibles con los navegadores más antiguos, a estos navegadores se les restringe el acceso a muchos de los recursos en la web, a veces de manera intencional. Muchos de los sitios más populares en Internet no solo tienen un aspecto visual deficiente en los navegadores antiguos a causa de la mala compatibilidad con CSS, sino que tampoco funcionan en absoluto, en gran parte debido a la evolución de JavaScript y otras tecnologías web.

## Limitaciones
Algunas de las limitaciones conocidas de las capacidades actuales de CSS son:
Los selectores no pueden ascender
CSS actualmente no ofrece una manera de seleccionar al padre de un elemento que satisfaga algún criterio. Los selectores CSS Nivel 4, que aún están en calidad de Working Draft, ha propuesto un selector, pero solo como parte de otro selector. un esquema de selectors más avanzado (como XPath) podría habilitar hojas de estilo más sofisticadas. Las mayores razones del CSS Working Group para rechazar propuestas para los selectores ascendentes son relacionadas al rendimiento del navegador y las fallas en aumento del renderizado.
Las pseudoclases dinámicas no se pueden controlar
Las pseudoclases dinámicas (como :hover) no se pueden controlar o deshabilitar desde el navegador, lo que las hace susceptibles de abuso por parte de los diseñadores de banners o ventanas emergentes.
No se pueden nombrar estilos CSS
No existe manera alguna de nombrar a un estilo CSS, lo cual podría permitir scripts del lado del cliente para referirse a la regla aun si el selector cambia.
No se pueden incluir estilos de una regla dentro de otra
Los estilos CSS en ocasiones deben ser duplicados en varias reglas para alcanzar el efecto deseado, causando mantenimiento adicional y requiriendo más pruebas. Algunas características de CSS fueron propuestas para solventar esto, pero (en febrero de 2016) no se ha implementado nada aún.
No se puede seleccionar texto específico sin alterar el marcado
Además del pseudo-elemento :first-letter, no se puede seleccionar un rango específico de texto sin utilizar etiquetas como <span>.

## Limitaciones resueltas
También hay limitaciones que ya han sido resueltas:
Alineado vertical
Mientras que el alineado horizontal es generalmente fácil de controlar, el alineado vertical es frecuentemente no intuitivo, o de plano imposible. Simples tareas, como la de centrar un elemento verticalmente o poniendo un pie de página abajo es muy difícil. El Flexible Box Module mejora esta situación considerablemente y el alineado vertical es mucho más simple y soportado en todos los navegadores actuales. Los navegadores más viejos no tienen estas características (principalmente Internet Explorer 9 y abajo) y no son soportados actualmente por sus fabricantes.
Ausencia de expresiones
No hay aun una opción estándar para especificar los valores de propiedades como una expresión simple (como margin-left: 10% – 3em + 4px;). Esto puede ser útil en muchos casos, como para calcular el número de columnas de una tabla. Internet Explorer en sus versiones 5 a 7 soportan una extensión propietaria expression(), con una funcionalidad similar. expression() ya no es soportada por Internet Explorer 8 en adelante, excepto en los modos de compatibilidad. Esta decisión fue tomada para mejorar "el cumplimiento de los estándares, el rendimiento del navegador, y por razones de seguridad". Como sea, una recomendación candidata calc() para superar esta limitación ha sido publicada por el CSS WG y ahora está soportada por la mayoría de los navegadores modernos.
Ausencia de la declaración de columnas de texto
Aunque ya es posible implementar esto en la especificación de CSS3 (usando el módulo column-count), las capas con muchas columnas son difíciles de implementar con CSS 2.1. Con CSS 2.1, el proceso se hace usando elementos flotantes, los cuales son renderizados de diferente manera en los distintos navegadores, tamaños, formas de pantalla y sistemas operativos. Ahora, todos los navegadores modernos soportan esta característica de CSS3 de una forma u otra.

## Ventajas
Por otro lado, algunas ventajas de utilizar CSS son:
Separación del contenido y la presentación
CSS facilita la publicación de contenido en múltiples formatos de presentación basado en parámetros nominales. Estos incluyen preferencias explícitas del usuario, diferentes navegadores web, el tipo de dispositivo usado para ver el contenido (una PC o un teléfono inteligente), la localización geográfica u otras variables.
Consistencia del sitio
Cuando CSS es usado efectivamente, en términos de herencia y "cascading", una hoja de estilos global puede ser usado para aplicar estilos a todo un sitio. Si más adelante estos estilos deben ser cambiados, los cambios pueden ser hechos solo con cambiar las reglas en la hoja de estilos global. Antes de CSS, esto era mucho más difícil, caro y más tardado.
Ancho de banda
Una hoja de estilos interna o externa, especifica el estilo para un conjunto de elementos HTML seleccionados por clase, tipo, o herencia. Esto es más eficiente que repetir información para cada ocurrencia del elemento. Una hoja de estilos externa usualmente es guardada en la caché del navegador, y puede ser usada en múltiples páginas sin ser cargada de nuevo, reduciendo la transferencia de datos a través de la red.
Formateo de página
Con un cambio simple en una sola línea, puede cambiarse la hoja de estilos para la misma página. Esto trae ventajas para la accesibilidad, además de que posibilita adaptar el sitio a diferentes dispositivos.
Accesibilidad
Sin CSS, los diseñadores web típicamente diseñaban sus páginas con elementos como tablas que dificultaban la accesibilidad para otros usuarios, y que iban en perjuicio de ciertos usos de los documentos, por parte de navegadores orientados a personas con algunas limitaciones sensoriales.

## Frameworks de CSS
Los frameworks de CSS son bibliotecas preparadas para simplificar y mejorar el cumplimiento de los estándares en el diseño de páginas web mediante el uso del lenguaje CSS. Algunos de los frameworks de CSS más comunes son Tailwind, Foundation, Blueprint, Bootstrap, Cascade Framework y Materialize. Como ocurre en la programación con bibliotecas en los lenguajes de script, los frameworks de CSS se suelen incorporar como hojas de estilo CSS externas referenciadas a través la etiqueta <link>. Esto ofrece numerosas opciones listas para el diseño y la maquetación de una página web. Aunque muchos frameworks ya han sido publicados, algunos diseñadores los emplean principalmente para desarrollar prototipos rápidos, o con fines de aprendizaje, mientras que prefieren crear su propio código CSS de forma manual.